# Schwarzenberské dominium
Schwarzenberské dominium (nebo Schwarzenberské panství) je označení pro rozsáhlé území na velké části jižních Čech, vlastněné a ovládané mezi lety 1719–1918 v rámci Českého království rodem Schwarzenbergů.

## Historie
Před vznikem Schwarzenberského dominia patřila velká část území jižních Čech více než 300 let k Rožmberskému dominiu (jeho vznik se datuje do roku 1302). Po porážce českého stavovského povstání získali majetky i území panství Eggenbergové a v roce 1628 vzniklo Krumlovské vévodství. To pak po 90 letech přešlo vymřením Eggenbegů po meči v roce 1719 na Adama Františka ze Schwarzenbergu (1680–1732), který ho tak mohl spojit s územím a majetky, které již Schwarzenberkové v jižních Čechách vlastnili (především panství Třeboň a Hluboká). Na počátku 18. století tak v jižních Čechách vzniklo nejrozsáhlejší dominium střední Evropy, které po dvě století výrazně ovlivňovalo vytváření jihočeské kulturní krajiny i mnoha stavebních a technických památek. Bylo pozoruhodné i některými prvky svého sociálně-ekonomického systému.
Po tragickém úmrtí Adama Františka v roce 1732, kdy ho nešťastnou náhodou postřelil císař Karel VI., se dominium na čas ocitlo v obtížné situaci. Josef I. Adam ze Schwarzenbergu (1722–1782) ji ale dokázal překonat a jeho vláda byla naopak obdobím prosperity dominia: mj. byla na Českokrumlovsku zahájena těžba grafitu. Byl také významně přestavěn krumlovský zámek. Především byl ale už v roce 1765 založen Schwarzenberský penzijní fond pro knížecí úředníky a zaměstnance.
Rozšiřování pozemkové držby Schwarzenberků v Čechách pokračovalo i v dalších letech za Jana Nepomuka I. ze Schwarzenbergu (1742–1789). Ten na svém panství provedl některé hospodářské reformy: začaly se pěstovat nové plodiny (jetel a vojtěška) a došlo k cílené výsadbě lesů. Významným počinem bylo zahájení stavby Schwarzenberského plavebního kanálu.
Jeho synové Josef II. Jan ze Schwarzenbergu (1769–1833) a Karel Filip ze Schwarzenbergu (1771–1820) v roce 1802 rozdělili majetek rodu mezi tzv. krumlovsko-hlubockou primogenituru a orlickou sekundogenituru; orlické panství se tím od schwarzenberského dominia oddělilo. Josef Jan mj. dokončil stavbu Schwarzenberského kanálu a nechal vybudovat i Vchynicko-tetovský plavební kanál, v roce 1800 založil lesnickou školu ve Zlaté Koruně a hospodářský ústav v Českém  Krumlově a nechal také v letech 1822–1825 vystavět první kamennou rozhlednu v Čechách na Kleti (nese jeho jméno: Josefova věž).
Jan Adolf II. ze Schwarzenbergu (1799–1888) realizoval další reformy a opatření, především ale musel vyřešit situaci po zrušení poddanství roku 1848. To se v rámci panství týkalo téměř čtvrt milionu lidí a v důsledku toho dominium přišlo o dvě třetiny půdy. Jan Adolf soustředil rostlinnou a živočišnou výrobu do nových velkostatků, což následně umožnilo modernizaci zemědělství. Za jeho éry byl také přestavěn zámek Hluboká a byly provedeny krajinářské úpravy jeho okolí. Na Hlubokou pak bylo přesunuto sídlo hlavy rodu; i díky tomu byl omezen stavební a průmyslový rozvoj Krumlova, což mu paradoxně pomohlo zachovat historickou podobu. Na území dominia byl v roce 1858 vyhlášen za chráněný Boubínský prales.
Adolf Josef ze Schwarzenbergu (1832–1914) se na otcovo přání ujal správy lesnictví na dominiu už roku 1853. Mimo rozvoje lesnictví a honitby ale zakládal i lihovary a pivovary a podporoval rozvoj rybníkářství (ředitelem třeboňského panství byl tehdy Josef Šusta a na světové výstavě ve Vídni v roce 1902 získala schwarzenberská rybářská expozice zlatou cenu). Během jeho vlády došlo k záchraně mnoha historických památek v jižních Čechách; nechal provést katalogizaci uměleckých děl na schwarzenberských panstvích a byly položeny základy moderního jihočeského archivnictví.
Jan Nepomuk II. ze Schwarzenbergu (1860–1938) se ještě za Rakousko-Uherska zasloužil o rozvoj železniční sítě v jižních Čechách a na Šumavě. Po vzniku Československa se musel v roce 1918 vypořádat s formálním zánikem Krumlovského vévodství a tedy i schwarzenberského dominia, a následně i s pozemkovou reformou doprovázenou vyvlastňováním; zatímco před rokem 1918 k Schwarzenberskému dominiu patřilo 180 000 ha půdy, rozdělených do 14 velkostatků, během reformy se tento majetek opět téměř o dvě třetiny zmenšil.

## Další zajímavosti
- V době svého největšího rozmachu zahrnovalo schwarzenberské dominium údajně devadesát devět panství – sto jich prý nebylo jen proto, že by si jinak museli Schwarzenbergové vydržovat vlastní armádu.[7]
- Pro zaměstnance knížecích podniků i úředníky Schwarzenberského dominia, kteří v 19. a 20. století vytvářeli specifickou společenskou komunitu, se vžilo pojmenování Schwarzenberáci. I po roce 1918 se Schwarzenberáci sdružovali především ve Svazu českých úředníků a zřízenců knížete ze Schwarzenberku a využívali výhody Schwarzenberského penzijního fondu, který pak byl po roce 1947 znárodněn.
- O připomínání tradic Schwarzenberského dominia pečuje i v současné době např. Historický spolek Schwarzenberg a časopis Obnovená Tradice.[3]